# Операция «Острая брама»
Опера́ция «О́страя бра́ма» (пол. Operacja Ostra Brama) — боевая операция подпольной польской Армии Крайовой по очищению Вильнюса от немцев c целью сделать это до прихода советских войск и тем самым подтвердить приоритет Польши на эту территорию и предотвратить её советизацию или освободить её вместе с частями РККА. Названа по одному из символов Вильнюса — воротам Острая брама.
Тяжёлые уличные бои 5,5 тыс. солдат Армии Крайовой и околo 100 тыс. советских солдат против частей немецкого гарнизона продолжались с 7 июля по 13 июля 1944 года. АК не достигла ни военных, ни политических целей операции.
Операция являлась составной частью плана «Буря», предусматривавшего серию локальных восстаний на оккупированных немцами территориях довоенной Польши.

## Предшествующие события
В конце сентября 1943 года в Вашингтоне от имени Объединённого комитета начальников штабов адмирал Уильям Леги официально заявил полковнику Миткевичу, что «советские войска будут первым союзником, который вступит на территорию Польши». По сообщению полковника Миткевича, польского представителя при главном штабе союзников в Вашингтоне, Сталин в ответ на вопрос союзников, какую позицию он займёт в отношении повстанческих действий АК, сказал осенью 1943 года, что если эти вооружённые силы не подчинятся заранее советскому командованию, то он не потерпит их в своей тыловой зоне.
Командование Армии Крайовой разработало выступление при приближении сил Красной армии, которое было названо операцией «Буря». План рассчитывал, что силы Армии Крайовой смогут взять под контроль основные районы до вступления в них советских войск самостоятельно или же одновременно с Красной армией, сохраняя полную от неё независимость и таким образом явочным порядком установить в них власть представительства польского правительства в изгнании. Демонстрацией силы планировалось обеспечить легализацию «подпольного государства», проявить его полный суверенитет в восточных границах 1939 года с приобретением территорий на западе и севере, и полную независимость от СССР. Основной расчет делался на то, что независимо от успеха операции «Буря», польский вопрос станет предметом обсуждения Великобритании, США и СССР, что заставит СССР пойти на уступки. Армия Крайова и та часть населения, которая её поддерживала, становились заложниками данной концепции. Как пишет польско-английский историк Я. Чехановский, польское правительство «не имело намерения поддерживать Красную армию в её продвижении через Польшу и желало сохранить полный оперативный и политический контроль над АК до момента окончательной „схватки“ со Сталиным». В июне 1944 года советский посол В. Лебедев беседовал с представителями польского правительства в изгнании находящегося в Лондоне Миколайчиком и Грабским, об условиях признания их лондонского правительства, но переговоры эти провалились. Во время своего визита в США в июне 1944 г. Миколайчик принял предвыборные обещания президента США, стремящегося получить голоса избирателей польского происхождения, за реальную политику США. Тем временем американский посол в Москве проинформировал Сталина, что переговоры Рузвельта с Миколайчиком проходили в русле тегеранских договорённостей. Ободрённый предполагаемой поддержкой США, Миколайчик в очередной раз отказался признать линию Керзона и убрать наиболее антисоветски настроенных политиков из своего окружения и правительства.
Хотя в инструкции об акции «Буря» говорилось, что Красная армия — «союзник наших союзников», в её секретной части давалось распоряжении о создании тайных антисоветских структур (Организация «Не»). При этом комендантом АК уже изначально в октябре 1943 года предполагалось следующее:
«…Сохранение и поддержание в конспирации нашей в настоящее время широко разветвленной организации под советской оккупацией будет невозможно. Практически я ограничу количество командных органов и отрядов, выходящих из подполья, до необходимого минимума, остальных постараюсь сохранить посредством формального расформирования.

1. С максимальной секретностью подготавливаю на случай второй русской оккупации базовую сеть командных кадров новой тайной организации… В любом случае это будет отдельная сеть, не связанная с широкой организацией Армии Крайовой, расшифрованной в значительной мере элементами, остающимися на советской службе».
Весной 1944-го комендантом обшара (территории) Вильно этой новой (сверхсекретной) внутриаковской антисоветской организации под названием «Неподлеглость» был назначен офицер AK подполковник «Людвик», с 1940 г. завербованный разведкой СССР. Документы показывают, что начиная с 1942 г. чехословацкое правительство с согласия президента Э. Бенеша предоставляло Москве всю поступавшую от В. Сикорского документацию о польских планах в регионе(Польша участвовала в „разделе“ Чехословакии во время Судетского кризиса). Источником оперативных сведений о ситуации на оккупированных советских и польских землях служило также советское и левое польское партизанское движение, существовала советская агентура и в АК.
Сталин, Рузвельт и Черчилль договорились, что восточные границы Польши будут проходить примерно по линии Керзона, либерум вето польских антикоммунистов в планы   «большой тройки» не входило.  Оказалось, что лозунги польских властей в изгнании и подчиненных им структур о «единственном законном польском правительстве» в Лондоне и якобы неизменном существовании границ Второй Речи Посполитой не представляли для держав-победительниц никакого интереса. С учётом договорённости с союзниками Черчилль многократно советовал Станиславу Миколайчику пойти на уступки и признать, что в качестве границы на востоке должна быть линия Керзона. СССР в 1944 формально не был в каких-либо отношениях с польским правительством в Лондоне, некоторые политики правительства Миколайчика официально заявляли, что Польша находится в состоянии войны с СССР. При этом политики США и Великобритании признавали за СССР право подавлять сопротивление всякого военного подполья, существующего в тылу действующей Красной армии. Черчилль неоднократно предупреждал, что Англия и США не будут воевать с СССР за восточные границы Польши, упомянул о польских претензиях на Вильно и предупредил, что полякам сохранить Вильно абсолютно невозможно вследствие
вступления Литвы в состав Советского Союза, однако эти усилия не дали желаемых результатов . Борьба с СССР за сохранение Польши в довоенных границах на востоке и против границы Польши примерно по «линии Керзона» была обречена на провал, но был сознательно взят курс на конфронтацию. Делегат эмигрантского правительства в Польше Ян Станислав Янковский в докладной записке на имя Миколайчика от 10 января 1944 года  требовал, помимо возвращения Западной Украины и Западной Белоруссии, включения в состав Польши Восточной Пруссии, Силезии и Литвы. Латвию, Эстонию, Беларусь и Украину он предлагал сделать независимыми государствами, но под польским контролем.. Согласно меморандуму «Польские территориальные цели войны», высланному 10 января 1944 года Делегатом эмигрантского правительства в Польше премьеру Миколайчику, «главным велением польской политической мысли» являлось создание «условий для польской победы в вероятном будущем конфликте с Германией и Россией» . На все встречные предложения британского премьер-министра польский премьер отвечал отказом. Во время переговоров Черчилля с премьер-министром польского эмигрантского правительства 20 января 1944 года последний заявил, что его правительство рассматривает линию границы, установленную Рижским договором, в качестве отправной точки для переговоров с СССР. 2 февраля 1944 г. Сталин сообщил британскому послу, что если Армия Крайова окажет сопротивление СССР, то с ней будут бороться. 15 февраля 1944 г. польское правительство в изгнании заявило о своём несогласии установить будущую восточную границу с СССР по «линии Керзона». В заявлении говорилось о том, что вопрос о границе должен быть рассмотрен в послевоенное время, а во время войны необходимо провести демаркационную линию по границе Польши с СССР и Литвой на 17 сентября 1939 г. Расчеты генерала Казимежа Соснковского на начало новой войны были известны Сталину о чем посол Гарриман своевременно проинформировал руководство США.. 22 февраля 1944 года Черчилль публично напомнил в палате общин, что Польско-британский договор 1939 г. был направлен исключительно против Германии и не гарантировал сохранения границ на востоке, Черчилль публично выступал за «линию Керзона» в качестве новой восточной границы Польши..
Донесение командующего Армией Крайовой Верховному Главнокомандующему об отношении к советским властям 19 апреля 1944 г.
1. Отношение Советов к нам оцениваю совершенно реально. Мы ничего хорошего от них не ожидаем, не рассчитываем на их возможную лояльность в сотрудничестве с независимыми польскими органами.
2. Вынужденные обстоятельствами демонстрировать свою позицию в отношении вступающих в Польшу Советов, считаем необходимым, чтобы каждый наш шаг осуществлялся под знаком суверенных прав Речи Посполитой и главенства её Верховных властей над нами.
Поэтому мои указанию командующему Волынским округом содержали такое требование, которое Советы наверняка соблюдать не будут.
На этот случай отдельным приказом я дал указание командующему Волыни пробиваться в тыл немцев, на территорию, где действуют мои приказы. Пока командующий Волыни не проводил дальнейших переговоров с советским командующим, в связи с задержкой в получении моих указаний и необходимостью в это время вести боевые действия.
3. Военная обстановка, так как она представляется нам в стране, указывает на большую вероятность, хотя и нескорого, подавления немцев Советами своими силами, если немецкие силы будут продолжать оставаться связанными на Западе.
Во всяком случае занятие Советами всей Польши мы здесь оцениваем как реальность, с которой требуется конкретно считаться. И как следствие нужно считаться с необходимостью открытого столкновения Польши с Советами и в этом столкновении демонстрации с нашей стороны максимального выражения независимой позиции Польши.
Очевидно, помимо этого будет создаваться подпольное течение польской жизни. Масштабов и боевой силы этого течения в настоящий момент определить нельзя, но не следует переоценивать его возможности.
Советское руководство располагало сведениями на этот счёт. Информация о намерениях польского правительства и командования его подпольных структур использовать военно-политические организации антигитлеровского подполья в антисоветских целях поступала в Москву по дипломатическим каналам, по линии внешней разведки, которая имела своих резидентов в аппарате правительства и спецслужбах главного союзника Польши — Великобритании. Имелся также доступ к каналам связи этого правительства с оккупированной территорией, в том числе с Армией Крайовой. Опыт взаимодействия советских частей с отрядами АК на Волыни, донесения советских военных и партийно-политических органов из других районов вызвали появление 20 апреля 1944 г. директивы Ставки Верховного главнокомандования СССР: „Ставка Верховного Главнокомандования приказывает порвать всякие сношения с подпольными отрядами генерала Соснковского“, то есть директивы о разрыве с любыми отрядами польских партизан, которые признавали власть Соснковского.
12 июня 1944 года на совещании в Варшаве командующий Армии Крайовой Тадеуш Бур-Коморовский отдал приказ командирам Вильнюсского округa АК и подокруга Новогрудек AK подготовить план перехода в наступление с целью захвата и удержания Вильнюса при приближении к городу линии фронта.
26 июня 1944 года руководством Виленского округа АК был подготовлен план освобождения города до подхода советских войск, дабы подчеркнуть независимость польского государства в пределах довоенной территории польского государства на востоке и в итогe привести к власти Польское правительство в изгнании. Инструкция Верховного командующего от 7 июля 1944 года гласила:

„Если по счастливому стечению обстоятельств в последний момент отхода немцев и до подхода красных частей появится шанс хотя бы временного овладения нами Вильно, Львова, другого большого города или определённой хотя бы небольшой местности, это надо сделать и в этом случае выступить в роли полноправного хозяина“.

Армия Крайова должна была проводить акцию „Острая брама“ независимо от Красной армии. Поскольку Правительство в изгнании не признавало советскую оккупацию своих восточных территорий в 1939 году, то подпольная администрация должна была действовать параллельно с советской властью. В качестве иллюстрации намерений командования АК можно привести отрывок из „Сообщения № 243. Рапорт ситуации главного командования АК (Тадеуша Бур-Коморовского) от 14.07.1944 г.“:

…Предоставляя Советам минимальную военную помощь, мы создаём для них, однако, политическую трудность. АК подчеркивает волю народа в стремлениях к независимости. Это принуждает Советы ломать нашу волю силой и создаёт им затруднения в разрушении наших устремлений изнутри. Я отдаю себе отчёт, что наш выход из подполья может угрожать уничтожением наиболее идейного элемента в Польше, но это уничтожение Советы не смогут произвести скрытно, и необходимо возникнет явное насилие, что может вызвать протест дружественных нам союзников.
Солдатам АК было запрещено вступать в ряды польских вооружённых сил сформированных на территории СССР: 

…это не польское войско, а отряды наемников польского происхождения на советской службе.— «Информационный бюллетень» Армии Крайовой от 12 августа 1944
5 июля 1944 года началась Вильнюсская наступательная операция. К 7 июля 5-я армия обошла Вильнюс с севера, через Шегалу пробилась к реке Вилии, перерезала у Евье железную дорогу на Каунас и, отразив танковые контратаки противника, продолжила наступление к устью реки Швентойи. 5-я гвардейская танковая армия сковала вильнюсскую группировку противника с фронта. 11-я армия обошла Вильнюс с юга, прорвалась к Лентварису и Тракай и у Вилии соединилась с 5-й армией.
В связи с быстрым продвижением советских войск к Вильнюсу, дата начала операции была перенесена на один день (с 8 на 7 июля), в результате часть сил АК не успела своевременно выполнить поставленные перед ними задачи и в штурме города приняло участие меньшее количество бойцов, чем было запланировано. Командиры двух крупных партизанских соединений АК — А. Пильх („Гура“) и З. Шендзеляж („Лупашка“), — вообще отказались подчиниться приказу „Вилька“ и, не приняв участия в боях за Вильно, ушли на запад.

## Ход боевых действий
По состоянию на начало июля 1944 года, немецкий гарнизон Вильнюса насчитывал свыше 15 тыс. солдат и офицеров, 270 орудий и 40 танков и САУ.
В дальнейшем, численность гарнизона была увеличена за счёт подхода к городу подкреплений и отступающих с фронта подразделений
- так, в районе Вильнюса оказались подразделения 3-й танковой армии генерал-полковника Рейнгардта, которая отступала к железной дороге Вильнюс — Лида[19].

В связи с важным оперативным значением города, Гитлер приказал удерживать Вильнюс „до последней капли крови“. Комендантом „крепости Вильно“ (Fester Platz Wilna) был назначен генерал Райнер Штаэль, который приступил к мобилизации всех имевшихся сил на борьбу с противником.
В ночь на 7 июля 1944 г. силы Армии Крайовой в составе четырёх бригад и пяти батальонов (3-я, 8-я, 9-я и 13-я бригады АК, а также 1-й, 3-й, 5-й и 6-й батальоны 77-го пехотного полка АК — всего, по разным данным, от 4000 до 5500 бойцов) предприняли попытку взять штурмом Вильно, но были отбиты и отступили. K моменту назначенного штурма гарнизон Вильно вырос до почти 17 тыс. чел (то есть, силы вермахта были в 3 раза больше подготовленных к штурму отрядов АК). Атаки АК велись в большей степени с востока, где немцы подготовили укрепления для обороны города от приближающейся Красной армии. Бойцы АК были вооружены в основном лёгким стрелковым оружием. Кроме того, они оказались не подготовлены к ведению боев в городских условиях. Тем более, с немецкой стороны участие в отражении польской атаки принимала авиация, а также случайно застрявший вследствие боевых действий в городе бронепоезд Вермахта. В результате немецкую линию обороны смогла пробить в нескольких местах только 3-я бригада „Шчербца“, которая захватила и удерживала некоторые позиции в предместье Вильно, что затем позволило ей вместе с частями Красной армии и другими силами АК продвинуться вглубь города.
7 июля 1944 года передовые части 35-й гвардейской танковой бригады и 3-го механизированного корпуса РККА прорвались на окраины города:
- в 5 часов утра 7 июля 1944 года советский танковый десант пехотинцев 449-го стрелкового полка 144-й стрелковой дивизии на танках 35-й гвардейской танковой бригады вышел к окраине Вильнюса и захватил немецкий аэродром, уничтожив находившиеся здесь самолёты. В дальнейшем, основные силы 449-го стрелкового полка заняли оборону в районе аэродрома и отразили четыре немецкие контратаки. Один батальон 449-го стрелкового полка под командованием И. И. Руденко продолжил продвижение к Вильнюсу, он выбил противника из посёлка Долна и перерезал шоссе[23].
- в это же время наступающие части 785-го стрелкового полка 144-й стрелковой дивизии выбили немцев из предместья Гурно на восточной окраине Вильнюса[18]

В дальнейшем, советские части встретили ожесточённое сопротивление и в результате под натиском двенадцати немецких контратак были вынуждены отступить.
Утром 8 июля в город вступили соединения 5-й армии под командованием Н. И. Крылова. При поддержке артиллерии и танков 3-го гвардейского механизированного корпуса они перерезали железную дорогу в полукилометре от вокзала, заняли аэродром, Паняряй и вышли к юго-западным окраинам Вильнюса. В это же время, части 5-й гвардейской танковой армии обошли город с севера и, переправившись через Вилию, повели наступление на северо-западных подступах к Вильнюсу.
В ночь на 9 июля 1944 года на станцию Мейшагола (в 25 км к северо-западу от Вильнюса) из Германии была переброшена бронетанковая группа „Вертхен“, на позиции в 12 км к западу от Вильнюса вышла боевая группа „Тотендорф“, также в район Вильнюса были направлены 561-я и 547-я пехотные дивизии (из Германии), 69-я пехотная дивизия (из района Опочки), 6-я танковая и 197-я пехотная дивизии (отходившие с линии фронта и частично пополненные за счёт отступающих частей)
9 июля части советской 5-й гвардейской танковой армии и 3-го механизированного корпуса во взаимодействии с соединениями 5-й армии окружили Вильнюс и начали бои на улицах города.
Освобождение левобережной части города осуществляли советские войска 3-го Белорусского фронта. При этом, отряды АК оказали помощь подразделениям 97-й Витебской стрелковой дивизии и 277-й стрелковой дивизии.
10 июля советские части освободили всю северную часть Вильнюса и вступили в Старый город. В этот же день с 45 немецких транспортных самолётов в районе Погрудас были сброшены 600 парашютистов, десант был уничтожен силами 371-й и 184-й стрелковых дивизий.
В тяжёлых боях 12 июля немецкие войска были выдавлены из центра города на западные окраины. Основная группировка была рассечена на две части. Одна была прижата к реке Вилии в районе Лукишкес, другая — в районе парка Вингис.
12 июля 1944 года немецкому гарнизону Вильнюса было дано разрешение оставить город и пробиваться на соединение с немецкими войсками в направлении на Каунас. Вечером 12 июля командир гарнизона генерал Р. Штагель отдал приказ остаткам своих частей в 21 час оставить город, форсировать Вилию и отступать в северо-западном направлении.
13 июля немецкие транспортные самолёты Ю-52 сбросили для немецкого гарнизона Вильнюса боеприпасы, продовольствие и горючее, но значительная часть груза немцам не досталась.
В тот же день около 3 тыс. немцев пошли на прорыв из Вильнюса, одновременно немецкие войска предприняли встречное наступление в направлении Вильнюса, в котором участвовали 6-я танковая дивизия, батальон тяжёлых танков из состава 1-го танкового полка „Великая Германия“, 500-й парашютный егерский батальон СС и две роты парашютистов. В результате, немцы заняли Евье и обеспечили выход отступавших из Вильнюса немецких частей.
13 июля 1944 года, после штурма последних очагов сопротивления, Вильнюс был полностью освобождён от немцев. Солдаты 144-й стрелковой дивизии из взвода лейтенанта Андрианова подняли Красное знамя на башне Гедимина (в дальнейшем, знамя было передано в Центральный музей Советских Вооружённых сил).
В освобождении Вильнюса принимали участие 11 отрядов советских литовских партизан, объединённых в Вильнюсскую (командир М. Д. Мицейка) и Тракайскую (командир Т. Ю. Мончунскас) бригады. Партизаны помогали войскам в большей степени в боях на южной окраине города и в районе железнодорожной станции. Они сумели занять район железнодорожной станции, здания на улице Гедимина и ряд иных объектов.

## Потери
В целом, в сражении за Вильнюс немецкие потери составили около 7000 военнослужащих убитыми, только в черте города советские войска взяли 5200 пленных, 156 артиллерийских орудий, 48 миномётов, 28 танков и САУ, более 1100 автомашин, стрелковое оружие, склады с военным имуществом и иные трофеи. Кроме того, в боях в районе Вильнюса (при попытках деблокады города и в ходе прорыва из окружения) немецкие войска потеряли около 1000 военнослужащих убитыми, 40 уничтоженных танков и САУ и 13 бронетранспортёров, также советскими войсками были взяты 350 пленных, захвачены шесть танков, один бронепоезд, стрелковое оружие и иные трофеи. В воздушных боях над городом истребители 1-й воздушной армии сбили 14 немецких самолётов.
В мемориальном ансамбле в память о советских воинах Великой Отечественной войны на Антакальнисе похоронено 2906 советских воинов 3-го Белорусского фронта, погибших при освобождении Вильнюса.
Ожесточённые бои сопровождались значительными разрушениями — к моменту окончания боёв, в Вильнюсе были разрушены 40 % зданий.

## Дальнейшие события
Освобождённые районы города 13—15 июля патрулировались совместными патрулями солдат АК и РККА. После освобождения Вильнюса командование АК провело совещание, условившись добиваться от советской стороны признания вооружённых формирований АК в качестве армии суверенного государства во главе с Польским правительством в изгнании. В это время отряды AK начали окружаться подразделениями НКВД. Часть офицеров AK распустили своих людей по домам. Фактически им следовало выбрать один из 4 возможных вариантов:
1. Сложить оружие и вступить в ряды Войска Польского под руководством генерала Зигмунда Берлинга или на выбор в ряды Красной армии, идти на фронт и бить нацистов и их союзников;
2. С оружием в руках пробиваться на запад, на территорию Польши и действовать там по обстоятельствам;
3. Распустить батальоны и бригады, дать возможность каждому офицеру и солдату АК самостоятельно выбирать дальнейшую судьбу;
4. Оставаться на „Кресах всходних“ и бороться против советской оккупации за польскость на территориях Вилльнюсского края, западных Украины и Беларуси, фактически став противниками Красной армии[34].

Как отмечает историк Владимир Егорычев, из-за несогласованности действий командиров АК в жизнь были воплощены все четыре, по сути взаимоисключающие варианты.

### Разоружение Армии Крайовой
Глубочайшее недоверие сторон было взаимным, а подходы к пограничному вопросу — взаимоисключающими. Расчеты генерала Соснковского и его соратников на новую мировую войну были известны Сталину. Учитывая все это, Ставка ВГК СССР 14 июля 1944 года директивой № 220145 ориентировала командующих войсками 3-го, 2-го, 1-го Белорусских и 1-го Украинского фронтов о следующем:

 «Наши войска, действующие на территории Литовской ССР, и в западных областях Беларуси и Украины, вошли в соприкосновение с польскими вооружёнными отрядами, которыми руководит польское эмигрантское правительство. Эти отряды ведут себя подозрительно и действуют сплошь и рядом против интересов Красной армии. Учитывая эти обстоятельства, Ставка Верховного Главнокомандования приказывает:
1. Ни в какие отношения и соглашения с этими польскими отрядами не вступать. По обнаружении личный состав этих отрядов немедленно разоружать и направлять на специально организованные пункты сбора для проверки.
2. В случае сопротивления со стороны польских отрядов применять в отношении их вооружённую силу.
3. О ходе разоружения польских отрядов и количестве собранных на сборных пунктах солдат и офицеров доносить в Генштаб»

В докладе Л. Берии Сталину относительно польских формирований в Вильнюсе указано: 

Наличие польской армии дезориентирует местное население. Многие думают, что это польская армия Берлинга. […] 16 июля в район Вильно нами перебрасывается одна дивизия внутренних войск НКВД и 4 погранотряда, в результате чего в ближайшие 4-5 дней в районе Вильно будут сосредоточены части войск НКВД общей численностью 12.000 человек. Тов. СЕРОВУ нами дополнительно дано указание оказать командованию и Военному Совету фронта содействие в выполнении директивы Ставки Верховного Главнокомандования № 220145 и обеспечить необходимые чекистские мероприятия в соответствии с этой директивой.
17 июля 1944 года командиры частей Армии Крайовой были приглашены на совещание к генералу И. Д. Черняховскому и арестованы, часть личного состава отрядов АК была разоружена и интернирована.
Всего было разоружено 7924 солдата и офицера. Из этого количества 4400 солдат и офицеров было откомандировано на сборные пункты, 2500 солдат распущены по домам командирами частей и конвоем. Кроме этого, на участке 1-го Прибалтийского Фронта было разоружено 400 польских солдата. При разоружении было изъято: винтовок — 5500, автоматов — 370, пулемётов ручных и станковых — 270, орудий лёгких — 13, а также — автомашин 27, радиостанций 7, лошадей 720. Часть из них получила возможность вступить в контролируемое советским командованием Войско Польское. Большая часть бойцов отказалась. АК-овцы, которые отказались вступить в контролируемое советским командованием Войско Польское были сосланы в лагеря, где до 1946—1947 года трудились на лесоповале в калужских и подмосковных лесах. Интернированные (офицеры) были освобождены и отправлены на родину в 1947—1948 году. Офицеров, интернированных в операции «Острая брама», отправили в Грязовецкий лагерь в Саратовской области, откуда они в 1947 году были отправлены в Польшу.

### Реакция союзников по антигитлеровской коалиции
АК-овцы призывали к вмешательству западных союзников. Миколайчик 18 июля 1944 г. обратился к Черчиллю с просьбой защитить АК-овцев в тылах советских войск, но Черчилль обвинил АК-овцев в том, что вместо отхода на Запад они «лезут туда (на Виленщину) только для того, чтобы обозначить своё присутствие». При этом польское правительство не могло использовать информацию о массовых репрессиях против АК и Делегатуры в зоне операций советских войск, из-за нежелания западных союзников ссориться с СССР. Премьер-министр Великобритании Уинстон Черчилль выступил с резкой критикой в адрес польского руководства. Оно, по его мнению, неправомерно проводило вооружённые акции на территории западных районов СССР с целью привлечь внимание мирового сообщества, дискредитируя тем самым Лондон в глазах советского руководства (конференция «большой тройки» — лидеров трёх стран: Ф. Д. Рузвельта (США), У. Черчилля (Великобритания) и И. В. Сталина (СССР), состоявшаяся в Тегеране в конце 1943 года — тогда было принято предложение У. Черчилля о том, что претензии Польши на земли Западной Белоруссии и Западной Украины будут удовлетворены за счёт Германии, а в качестве границы на востоке должна быть линия Керзона) не нарушая единство антигитлеровской коалиции. На этой конференции У. Черчилль предложил, чтобы «очаг польского государства и народа» располагался между «линией Керзона» (этнографическая граница польских земель, предложенная Антантой ещё в 1919 г. и примерно совпадавшая с советско-польской границей в 1945—1991 гг.) и «линией реки Одер с включением в состав Польши Восточной Пруссии и Оппельнской провинции» (то есть части германской Силезии). И. В. Сталин и президент США Ф. Рузвельт согласились с этим.
Уинстон Черчилль в ответ на просьбу правительства в изгнании вмешаться в ситуацию с разоружением отрядов АК в Вильно проявил себя следующим образом: «… возмущённый, он набросился на нас за бои в Вильно и на Волыни. Он по-старому ополчился на наши претензии относительно Вильно, критиковал за то, что вместо того, чтобы отступать на Запад, мы лезем туда только затем, чтобы обратить внимание на своё присутствие». И поскольку в данной ситуации поляки, выступающие со своими интересами на «восточных окраинах» в качестве какой-то третьей силы, никому из союзников не были нужны, тогдашний министр информации Великобритании Брендан Брэкен по поручению У. Черчилля издал инструкцию для средств массовой информации Англии не освещать вооружённые акции АК на территориях, которые подверглись советской оккупации. Ввиду того, что операция «Острая брама» противоречила решениям Большой Тройки союзников касательно госпринадлежности Вильнюса и установления польско-советской границы по линии Керзона, министр информации Великобритании Брендан Брэкен наложил превентивную цензуру на любую информацию в британских СМИ о её проведении, операция прошла незамеченной на Западе. Западные союзники дистанцировались от вооружённого подполья в тылах действующей Красной армии, предоставив АК право самой разбираться со своими проблемами.
По поручению британского премьера английским СМИ было рекомендовано не освещать деятельность АК на бывших польских восточных территориях.
На Московской конференции стало ясно, что никто из союзников не поддерживает позицию правительства Миколайчика, после конференции Черчилль предъявил Миколайчику ультиматум с требованием признать «Линию Керзона» в течение 48 часов.
США также проигнорировали выступления АК. Всё ещё заинтересованные в том, чтобы Красная армия несла главную ношу борьбы с Германией в Европе и СССР не устранился от участия в войне с Японией, западные державы, как и ранее, избегали излишнего и ненужного им обострения отношений с СССР.

### АКпротив СССР
Часть солдат и офицеров Виленского округа АК c июля 44-го вступила в вооружённую борьбу с СССР. Уже 20 июля 1944 г. в Вильно состоялось совещание руководства подпольных структур на предмет дальнейших действий. В совещании этом приняли участие подполковник Юлиан Куликовский и командующий конспиративного гарнизона Вильно майор Л. Коплевский (псевдоним «Скарбэк») от АК, делегат правительства Федорович и его заместитель. На совещании было принято постановление продолжить подпольную деятельность, что собственно и определило последующие события. В качестве же особого приоритета была обозначена необходимость активизации работы отдела легализации и пропаганды. О результатах этого совещания жители Вильно могли узнать практически сразу, ознакомившись с совместным заявлением подполья: «Вильно остаётся неотъемлемой частью Польской Республики и власть осуществляет законное правительство ПР». 24 июля 1944 года Польское правительство в изгнании направило Великобритании протест против нарушения польского суверенитета «под советской оккупацией». Правительство Великобритании проигнорировало требования польского правительства.
Уцелевшая часть командиров Виленского и Новогрудского округов АК под командованием подполковника Зыгмунта Блюмского (вскоре его сменил подполковник Юлиан Куликовский) решила вступить в вооружённую борьбу с СССР. Аковцам противостояли 136-й полк внутренних войск НКВД, 97-й погранотряд, различные опергруппы. Из советских партизан сформировали истребительные батальоны, создали милицию. 19 августа был разгромлен отряд майора Чеслава Дембицкого. 21 августа в деревне Сурконты погибли в бою с опергруппой НКВД командир Новогрудского (под)округа АК подполковник Мацей Каленкевич «Котвич», капитан Францишек Цеплик, ротмистры Ян Скраховский и Валенты Василевский, а также 31 боец. Власти в изгнании раздумывали, как убедить западных союзников начать новую мировую войну за независимость Второй Речи Посполитой.  30 мая 1945 года Гарри Гопкинс в качестве специального посла президента США поспешил официально откреститься в Кремле от арестованного генерала Окулицкого и военного подполья в тылу советских войск.
Отдельные группы постаковского  подполья  продолжали борьбу и сопротивление вплоть до 1953 года. «Либерум вето»  польского антикоммунистического вооружённого подполья оказалось неудачным, границы Польши, определённые «Большой тройкой», оказались неизменными. В середине 1990-х годов также сообщалось о неких найденных документах, свидетельствующих о намерении Армии Крайовой оккупировать[когда?]

 всю Литву, создать там польский аппарат управления и провести репрессии в отношении «нелояльных» жителей. Якобы был составлен целый список нелояльных лиц, которых следовало арестовать или казнить.